# Paratrechalea wygodzinskyi
Paratrechalea wygodzinskyi là một loài nhện trong họ Trechaleidae.
Loài này thuộc chi Paratrechalea. Paratrechalea wygodzinskyi được miêu tả năm 1948 bởi Soares & Camargo.